# 1. Fußball- und Sportverein Mainz 05 2024-2025
Questa voce raccoglie le informazioni riguardanti il 1. Fußball- und Sportverein Mainz 05  nelle competizioni ufficiali della stagione calcistica 2024-2025.

## Maglie e divise
| Prima divisa | Seconda divisa | Terza divisa |

## Rosa
Aggiornata al 1° maggio 2025 
 In corsivo i calciatori ceduti durante la stagione
| N. |                          | Ruolo | Calciatore      |
| -- | ------------------------ | ----- | --------------- |
| 1  | Germania (bandiera)      | P     | Lasse Rieß      |
| 2  | Austria (bandiera)       | D     | Phillipp Mwene  |
| 3  | Germania (bandiera)      | D     | Moritz Jenz     |
| 4  | Marocco (bandiera)       | C     | Aymen Barkok    |
| 5  | Germania (bandiera)      | D     | Maxim Leitsch   |
| 6  | Giappone (bandiera)      | C     | Kaishū Sano     |
| 7  | Corea del Sud (bandiera) | C     | Lee Jae-sung    |
| 8  | Germania (bandiera)      | C     | Paul Nebel      |
| 9  | Austria (bandiera)       | A     | Karim Onisiwo   |
| 9  | Francia (bandiera)       | C     | Arnaud Nordin   |
| 10 | Germania (bandiera)      | C     | Marco Richter   |
| 11 | Germania (bandiera)      | C     | Armindo Sieb    |
| 14 | Corea del Sud (bandiera) | C     | Hong Hyun-seok  |
| 15 | Germania (bandiera)      | D     | Lennard Maloney |
| 16 | Germania (bandiera)      | D     | Stefan Bell     |

| N. |                     | Ruolo | Calciatore           |
| -- | ------------------- | ----- | -------------------- |
| 17 | Croazia (bandiera)  | C     | Gabriel Vidović      |
| 18 | Germania (bandiera) | C     | Nadiem Amiri         |
| 19 | Francia (bandiera)  | D     | Anthony Caci         |
| 21 | Germania (bandiera) | D     | Danny da Costa       |
| 22 | Austria (bandiera)  | A     | Nikolas Veratschnig  |
| 24 | Germania (bandiera) | C     | Merveille Papela     |
| 25 | Germania (bandiera) | C     | Andreas Hanche-Olsen |
| 27 | Germania (bandiera) | P     | Robin Zentner        |
| 29 | Germania (bandiera) | A     | Jonathan Burkardt    |
| 30 | Svizzera (bandiera) | D     | Silvan Widmer        |
| 31 | Germania (bandiera) | C     | Dominik Kohr         |
| 33 | Germania (bandiera) | P     | Daniel Batz          |
| 42 | Germania (bandiera) | C     | Daniel Gleiber       |
| 44 | Germania (bandiera) | A     | Nelson Weiper        |
| 47 | Germania (bandiera) | D     | Maxim Dal            |

## Calciomercato

### Sessione estiva
| Acquisti         | Acquisti         | Acquisti         | Acquisti         |
| R.               | Nome             | da               | Modalità         |
| Altre operazioni | Altre operazioni | Altre operazioni | Altre operazioni |
| R.               | Nome             | da               | Modalità         |
| ---------------- | ---------------- | ---------------- | ---------------- |

| Cessioni         | Cessioni         | Cessioni         | Cessioni         |
| R.               | Nome             | a                | Modalità         |
| Altre operazioni | Altre operazioni | Altre operazioni | Altre operazioni |
| R.               | Nome             | da               | Modalità         |
| ---------------- | ---------------- | ---------------- | ---------------- |

### Sessione invernale
| Acquisti         | Acquisti         | Acquisti         | Acquisti         |
| R.               | Nome             | da               | Modalità         |
| Altre operazioni | Altre operazioni | Altre operazioni | Altre operazioni |
| R.               | Nome             | da               | Modalità         |
| ---------------- | ---------------- | ---------------- | ---------------- |

| Cessioni         | Cessioni         | Cessioni         | Cessioni         |
| R.               | Nome             | a                | Modalità         |
| Altre operazioni | Altre operazioni | Altre operazioni | Altre operazioni |
| R.               | Nome             | da               | Modalità         |
| ---------------- | ---------------- | ---------------- | ---------------- |

## Risultati

### Fußball-Bundesliga

#### Girone di andata
| Arbitro: | Osmers (Hannover) |

|           |           |           |
| Amiri 53’ | Marcatori | 74’ Bénes |

| Arbitro: | Gerach (Landau) |

|                                   |           |                                             |
| Millot 8’ Leweling 15’ Rieder 88’ | Marcatori | 43’ (rig.) Amiri 62’ Burkardt 90+4’ Leitsch |

| Arbitro: | Brand (Unterspiesheim) |

|         |           |                            |
| Lee 27’ | Marcatori | 8’ (rig.) Ducksch 69’ Köhn |

| Arbitro: | Storks |

|                                  |           |                            |
| K. Schlotterbeck 25’ Essende 57’ | Marcatori | 13’ Sieb 15’, 49’ Burkardt |

| Arbitro: | Exner |

|  |           |                             |
|  | Marcatori | 15’ Pieringer 86’ Schöppner |

| Arbitro: | Dingert (Lebecksmühle) |

|  |           |                                   |
|  | Marcatori | 5’ Burkardt 16’ Sieb 62’ Burkardt |

| Arbitro: | Zwayer (Berlino) |

|  |           |                           |
|  | Marcatori | 20’ Xavi Simons 37’ Orbán |

| Arbitro: | Petersen (Stoccarda) |

|                   |           |                 |
| Lainer 55’ (aut.) | Marcatori | 57’ Kleindienst |

| Friburgo in Brisgovia 3 novembre 2024, ore 15:30 CET 9ª giornata | Friburgo               | 0 – 0 referto | Magonza | Europa-Park Stadion (34 400 spett.)\| Arbitro: \| Brand (Unterspiesheim) \| |
| Arbitro:                                                         | Brand (Unterspiesheim) |               |         |                                                                             |

| Arbitro: | Badstübner (Norimberga) |

|                                  |           |                     |
| Lee 36’ Burkardt 45+3’ Nebel 54’ | Marcatori | 40’ (rig.) Guirassy |

| Arbitro: | Stegemann (Niederkassel) |

|  |           |                                |
|  | Marcatori | 11’ Amiri 37’ Burkardt 53’ Lee |

| Arbitro: | Siebert (Berlino) |

|                  |           |  |
| Burkardt 4’, 24’ | Marcatori |  |

| Arbitro: | Gerach (Landau in der Pfalz) |

|                                      |           |                             |
| Amoura 19’ Tomás 57’ Wind 84’, 90+4’ | Marcatori | 11’, 66’ Nebel 39’ Burkardt |

| Arbitro: | Willenborg (Osnabrück) |

|              |           |          |
| Lee 41’, 60’ | Marcatori | 87’ Sané |

| Arbitro: | Badstübner (Norimberga) |

|                |           |                                       |
| Kristensen 75’ | Marcatori | 15’ (aut.) Kauã Santos 27’, 58’ Nebel |

| Arbitro: | Brand (Unterspiesheim) |

|                   |           |  |
| Burkardt 23’, 69’ | Marcatori |  |

| Arbitro: | Welz (Wiesbaden) |

|              |           |  |
| Grimaldo 48’ | Marcatori |  |

#### Girone di ritorno
| Arbitro: | Exner |

|                               |           |                 |
| Hollerbach 1’ Skov 24’ (rig.) | Marcatori | 5’ (rig.) Amiri |

| Arbitro: | Stieler (Hannover) |

|                     |           |  |
| Weiper 29’ Caci 86’ | Marcatori |  |

| Arbitro: | Petersen (Stoccarda) |

|                 |           |  |
| Bittencourt 14’ | Marcatori |  |

| Magonza 8 febbraio 2025, ore 15:30 CET 21ª giornata | Magonza               | 0 – 0 referto | Augusta | Mewa Arena\| Arbitro: \| Schlager (Hügelsheim) \| |
| Arbitro:                                            | Schlager (Hügelsheim) |               |         |                                                   |

| Arbitro: | Brych (Monaco di Baviera) |

|  |           |                         |
|  | Marcatori | 29’ Burkardt 49’ Weiper |

| Arbitro: | Zwayer |

|                     |           |  |
| Lee 67’ Nebel 90+5’ | Marcatori |  |

| Arbitro: | Siebert (Berlino) |

|                |           |                        |
| Xavi Simons 1’ | Marcatori | 52’ Amiri 58’ Burkardt |

| Arbitro: | Stegemann (Niederkassel) |

|            |           |                              |
| Lainer 73’ | Marcatori | 39’ Nebel 49’ Kohr 77’ Amiri |

| Arbitro: | Brand (Unterspiesheim) |

|                               |           |                            |
| Burkardt 34’ Hanche-Olsen 74’ | Marcatori | 58’ Gregoritsch 79’ Kübler |

| Arbitro: | Schlager (Hügelsheim) |

|                             |           |           |
| Beier 39’, 72’ Emre Can 42’ | Marcatori | 42’ Nebel |

| Arbitro: | Willenborg (Osnabrück) |

|            |           |                  |
| Weiper 75’ | Marcatori | 34’ Bernhardsson |

| Arbitro: | Jablonski (Brema) |

|                  |           |  |
| Kramarić 4’, 32’ | Marcatori |  |

| Arbitro: | Zwayer (Berlino) |

|                  |           |                     |
| Lee 37’ Kohr 40’ | Marcatori | 3’ Arnold 89’ Vavro |

| Arbitro: | Dankert (Rostock) |

|                             |           |  |
| Sané 27’ Olise 40’ Dier 84’ | Marcatori |  |

| Arbitro: | Petersen (Stoccarda) |

|              |           |                   |
| Burkardt 57’ | Marcatori | 16’ R. Kristensen |

| Arbitro: | Stieler (Sölden) |

|              |           |                                                |
| Holtmann 84’ | Marcatori | 45+3’ Amiri 53’ Mwene 73’ Burkardt 90+3’ Nebel |

| Arbitro: | Reichel (Stoccarda) |

|                               |           |                        |
| Nebel 35’ Burkardt 63’ (rig.) | Marcatori | 49’ (rig.), 54’ Schick |

### DFB-Pokal
| Arbitro: | Hempel (Großnaundorf) |

|               |           |                                     |
| Gözüsirin 15’ | Marcatori | 59’ Kohr 113’ Burkardt 120+1’ Amiri |

| Arbitro: | Stegemann (Niederkassel) |

|  |           |                                      |
|  | Marcatori | 2’, 37’, 45+4’ Musiala 45+1’ L. Sané |

## Statistiche

### Statistiche di squadra
| Competizione      | Punti | In casa | In casa | In casa | In casa | In casa | In casa | In trasferta | In trasferta | In trasferta | In trasferta | In trasferta | In trasferta | Totale | Totale | Totale | Totale | Totale | Totale | DR  |
| Competizione      | Punti | G       | V       | N       | P       | Gf      | Gs      | G            | V            | N            | P            | Gf           | Gs           | G      | V      | N      | P      | Gf     | Gs     | DR  |
| ----------------- | ----- | ------- | ------- | ------- | ------- | ------- | ------- | ------------ | ------------ | ------------ | ------------ | ------------ | ------------ | ------ | ------ | ------ | ------ | ------ | ------ | --- |
| Bundesliga        | 52    | 17      | 6       | 8       | 3       | 24      | 18      | 17           | 8            | 2            | 7            | 31           | 25           | 34     | 14     | 10     | 10     | 55     | 43     | +12 |
| Coppa di Germania | -     | 1       | 0       | 0       | 1       | 0       | 4       | 1            | 1            | 0            | 0            | 3            | 1            | 2      | 1      | 0      | 1      | 3      | 5      | -2  |
| Totale            | -     | 18      | 6       | 8       | 3       | 24      | 22      | 18           | 9            | 2            | 7            | 34           | 26           | 36     | 15     | 10     | 11     | 58     | 48     | +10 |

### Andamento in campionato
| Giornata  | 1  | 2  | 3  | 4  | 5  | 6  | 7  | 8  | 9  | 10 | 11 | 12 | 13 | 14 | 15 | 16 | 17 | 18 | 19 | 20 | 21 | 22 | 23 | 24 | 25 | 26 | 27 | 28 | 29 | 30 | 31 | 32 | 33 | 34 |
| --------- | -- | -- | -- | -- | -- | -- | -- | -- | -- | -- | -- | -- | -- | -- | -- | -- | -- | -- | -- | -- | -- | -- | -- | -- | -- | -- | -- | -- | -- | -- | -- | -- | -- | -- |
| Luogo     | C  | T  | C  | T  | C  | T  | C  | C  | T  | C  | T  | C  | T  | C  | T  | C  | T  | T  | C  | T  | C  | T  | C  | T  | T  | C  | T  | C  | T  | C  | T  | C  | T  | C  |
| Risultato | N  | N  | P  | V  | P  | V  | P  | N  | N  | V  | V  | V  | P  | V  | V  | V  | P  | P  | V  | P  | N  | V  | V  | V  | V  | N  | P  | N  | P  | N  | P  | N  | V  | N  |
| Posizione | 11 | 12 | 15 | 10 | 12 | 10 | 12 | 13 | 13 | 10 | 8  | 7  | 9  | 7  | 5  | 5  | 6  | 6  | 6  | 6  | 7  | 6  | 5  | 4  | 3  | 3  | 4  | 4  | 5  | 6  | 7  | 7  | 6  | 6  |

Legenda:

Luogo: C = Casa; T = Trasferta. Risultato: V = Vittoria; N = Pareggio; P = Sconfitta.